# Fact (rivista britannica)
Fact (stilizzata FACT) è una rivista musicale britannica. 

## Storia
Fact venne inaugurata nel 2003 e divenne una piattaforma digitale sei anni più tardi. A partire dal 2008, la rivista pubblica una serie di DJ set intitolata Fact Mix per la sua etichetta personale. Fra i musicisti e giornalisti che hanno scritto per Fact vi sono Julian Cope, Andrew Weatherall, Mark Fisher e Simon Reynolds.